# 豐城站 (日本)

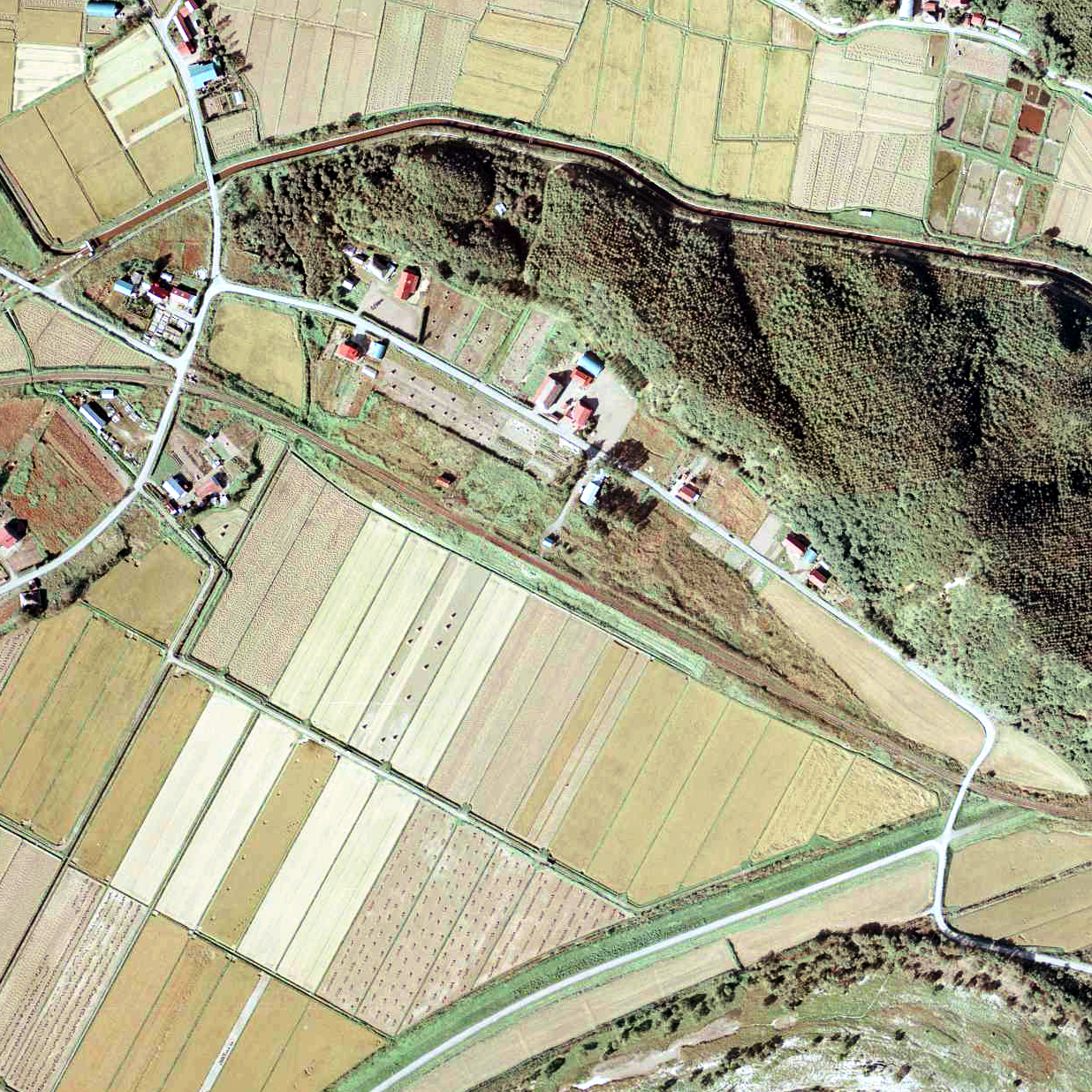
1975年的豐城站與方圓約750米範圍。右邊是日高町方向。左邊前進是金山線時代沼之端方向的路軌遺址，廢線變為道路。

豐城站（日语：／ Toyoshiro eki */?）是位於北海道勇拂郡鵡川町字豊城 ，日本國有鐵道的富內線車站（廢站）。隨著富內線廢除，車站在1986年（昭和61年）11月1日廢除。

## 歷史
- 1922年（大正11年）7月24日 - 舊北海道鑛業鐵道（日语：北海道鉄道 (2代)）金山線沼之端站至生鼈站（後來名為旭岡站）之間開通，上鵡川站（日语：／）啟用[3]。當時為一般車站[1]。
- 1924年（大正13年）3月3日 - 鐵路公司改名為北海道鐵道（第二代）。
- 1943年（昭和18年）
  - 8月1日 - 北海道鐵道在戰時被收購後國有化，成為富內線車站。此站改名為豐城站[1]。
  - 11月1日 - 鵡川站至此站之間的聯絡線開業。同時，與日高本線並行的沼之端站至此站之間因成為不要不急線而暫停服務（實質上廢除）。
- 1956年（昭和31年）8月15日 - 結束處理貨物和行李[1]。
- 日時不詳[注 1] - 成為無人車站。
- 1986年（昭和61年）11月1日 - 富內線全線廢除，此站也廢除[2]。

## 車站構造
截至車站廢除前，此站是地面車站，設有1面1線的單式月台。月台位於路軌東北邊（日高町方向的列車會開啟左邊車門）。此站沒有轉轍器。曾經此站設有2面2線的相對式月台，當時可進行列車交會。
此站是無人車站，沒有車站大樓，只有木製小型候車室，與月台有一段距離。

## 站名的由來
車站取自所在地名。原本當地的地名為阿伊努語的「ケナㇱオㇿ（kenas-oro）」，其意思為「河原之林、之中」，後來漢字寫為「毛奈城（けなしろ）」，後年改為現時的名稱。

## 使用狀況
- 在1981年度（昭和56年度），1日平均上下車人次為18人[5]。
- 在1923年1月-12月（金山線時代），當年上下車人次為13,564人（1日平均約37人）[8]。

## 車站周邊
- 鵡川（日语：鵡川）[9]

## 現況
截至1999年（平成11年），站前沒有車站痕蹟，只有一些樹木。截至2011年（平成23年），該處變成空地。
此外，截至2011年（平成23年），此站靠近鵡川一方的路軌處還保存了低路堤。在金山線時代，此站近沼之端一方的路段鋪設了北海道道983號米原田浦線。

## 相鄰車站
日本國有鐵道
富內線
鵡川－豐城－春日
鐵道省
富內線（1943年11月1日起廢線）
入鹿別－豐城

## 注腳